# Joseph Farland
Joseph Simpson Farland (né le 11 août 1914 à Clarksburg en Virginie-Occidentale - mort le 28 janvier 2007 à Winchester en Virginie) est un diplomate américain, qui fut ambassadeur des États-Unis en République dominicaine (1957-60), au Panama (1960-63), au Pakistan (1969-72) et en Iran (1972-73) .

## Biographie
Né d'un père banquier, il obtint un diplôme à la West Virginia University en 1936, puis, au même endroit, un diplôme de droit en 1938. L'année suivante, il se mariait avec la fille d'un propriétaire d'une mine de charbon, Virginia Christopher (décédée en 1978), de qui il eut quatre enfants.
Il devient ensuite, en 1942, agent du FBI, puis officier de liaison navale en Corée, et enfin conseiller au renseignement militaire, sous Eisenhower, après avoir repris les activités de son beau-père dans le charbon.
En juillet 1971, alors ambassadeur au Pakistan, c'est lui qui s'arrangea pour faire entrer Henry Kissinger en Chine, lui permettant de préparer la visite de Nixon de février 1972.
Un de ses câbles, transmis en 1972 à Washington, dépeignait avec scepticisme la politique répressive de la Savak, la police politique du chah d'Iran ,.
Après 1972, il revint à ses activités privées de juriste qu'il avait initié dans les années 1960. Il devint membre du conseil de recherche du Center for Strategic and International Studies de l'université de Georgetown, membre fondateur du Council of American Ambassadors (en) et membre du Washington Institute of Foreign Affairs (en) .